# Renegades (X Ambassadors)
Renegades è un singolo del gruppo musicale statunitense X Ambassadors, pubblicato il 3 marzo 2015 come primo estratto dal primo album in studio VHS.

## Tracce
Testi e musiche di Alex da Kid, Sam Harris, Noah Feldshuh, Casey Harris e Adam Levin, eccetto dove indicato.
Download digitale
1. Renegades – 3:15

Download digitale – Stash Konig Remix
1. Renegades (Stash Konig Remix) – 4:08

Download digitale – Astrolith Remix
1. Renegades (Astrolith Remix) – 4:08

Download digitale – Remixes
1. Renegades (Big Data Remix) – 3:02
2. Renegades (The Knocks Remix) – 3:29
3. Renegades (Great Good Fine OK Remix) – 3:28
4. Renegades (Savoir Adore Remix) – 2:54
5. Renegades (Ra Ra Riot Remix) – 3:50
6. Renegades (Stray Echo & Charlie Klarsfeld Remix) – 3:00

CD singolo (Europa)
1. Renegades – 3:15
2. Unconsolable – 3:37 (Sam Harris, Noah Feldshuh, Casey Harris, Adam Levin)

## Formazione
- Sam Harris – voce, chitarra acustica
- Noah Feldshuh – chitarra elettrica
- Casey Harris – sintetizzatore
- Adam Levin – batteria

## Classifiche
| Classifica (2015) | Posizione massima |
| ----------------- | ----------------- |
| Australia         | 43                |
| Austria           | 25                |
| Belgio (Fiandre)  | 6                 |
| Belgio (Vallonia) | 21                |
| Canada            | 6                 |
| Francia           | 10                |
| Germania          | 10                |
| Italia            | 4                 |
| Paesi Bassi       | 32                |
| Polonia           | 1                 |
| Regno Unito       | 38                |
| Spagna            | 71                |
| Stati Uniti       | 17                |
| Svezia            | 70                |
| Svizzera          | 2                 |